# مجموعه حسینیه کرم
مجموعه حسینیه کرم مربوط به دوره آل مظفر است و در شهرستان میبد واقع شده و این اثر در تاریخ ۲۵ اسفند ۱۳۷۹ با شمارهٔ ثبت ۳۶۹۴ به‌عنوان یکی از آثار ملی ایران به ثبت رسیده است.